# Model identiteta (Vivijen Kes)
Model identiteta po Kes je jedna od osnovnih teorija gej i lezbijskog razvoja identiteta, razvijen 1979. godine od strane Vivijen Kes. Ovaj model je bio jedan od prvih koji je tretirao gej ljude kao „normalne” u heteroseksističkom društvu prožetom homofobijom, za razliku od tretiranja same homoseksualnosti kao problema. Kas je opisala proces od šest etapa u razvoju gej i lezbijskog identiteta. Iako su ove etape sekvencijalne, postoji mogućnost za vraćanje na prethodne etape u različitim trenucima u životu.

## Šest etapa Kasinog modela

### Konfuzija identiteta
U prvoj etapi, konfuziji identiteta, pojedinac je prodrman razmišljanjima o sebi kao gej ili lezbijskoj osobi. „Da li sam ja možda gej?” Ova etapa počinje sa prvim mislima, osećajima i privlačnostima koje su u konfliktu sa trenutnim shvatanjem sebe kao heteroseksualne osobe. Pojedinac uglavnom oseća konfuziju i nelagodu.
Na pitanje „Ko sam ja?” odgovori mogu da budu prihvatanje, psihološko samoodricanje i obuzdavanje, ili odbacivanje.
Moguće reakcije
- Izbegavanje dolaženja u konakt sa informacijama o lezbijskoj i gej kulturi
- Uskraćeno ponašanje
- Samoodricanje homoseksualnosti („eksperimentisanje”, „slučajno se desilo”, „bio/la sam pijan/a”, „samo razgledam”).
- Muškarci obično razdvajaju emotivni angažman od seksualnog kontakta sa drugim muškarcima, dok žene često imaju duboke i jake emotivne ali neseksualne odnose.

Sredstva napretka
- Pojedinac sme da istražuje unutrašnje pozitivne i negativne osude
- Dozvoljeno mu je da bude nesiguran u vezi svog seksualnog identieta
- Može naći podršku u znanju da se seksualno ponašanje iskazuje kroz spektar
- Pozitivno reaguje na dozvole i ohrabrivanje da istražuje svoj seksualni identiet kao normalno iskustvo (kao npr. socijalni identitet ili poslovni identitet)

### Upoređivanje identiteta
Druga etapa se naziva upoređivanje idetiteta. U ovoj etapi pojedinac prihvata mogućnost da je gej/lezbijka i ispituje šire implikacije tog sebi naizgled neobavezujućeg mišljenja. „Možda se ovo odnosi na mene.” Samoalijenacija se pretvara u izolaciju. Glavni zadatak je izboriti se sa socijalnom alijenacijom.
Moguće reakcije
- Pojedinac može početi sa žaljenjem za gubitkom stvari kojih se odriču kroz prihvatanje njihove seksualne orijentacije (brak, deca, socijalni status)
- Mogu da razmišljaju podeljeno o sopstvenoj seksualno-prihvaćenoj lezbijskoj/gej definiciji ponašanja i pritom da zadrže „heteroseksualni” identitet
- Mogu da govore sebi „Ovo je samo faza”, „Zaljubljena sam samo u ovu ženu”, itd.

Sredstva napretka
- Kreiranje sopstvenih definicija svoje seksualnosti
- Pojedincu su potrebne informacije o seksualnom identitetu, resursima gej i lezbijske zajednice, ohrabrivanje razgovora o gubtku očekivanja heteroseksualnog života
- Može biti dozvoljeno zadržavanje delova „heteroseksualnog” identiteta (u „nije sve crno belo” smislu).

### Tolerancija identiteta
U trećoj etapi, toleranciji identiteta, pojedinac shvata da nije jedini sa problemom u vezi svog seksualnog identiteta. Prepoznaje mogućnost da je gej ili lezbijka i u potrazi je za drugim gejevima ili lezbijkama da bi se izborio sa osećajima izolacije. Povećava se nivo definisanja sebe kao gejom ili lezbijkom. Zadatak u ovoj etapi je da se smanji socijalna alijenacija u potrazi za drugim gejevima i lezbijkama.
Moguće reakcije
- Početak građenja jezika potrebnog za komunikaciju i razmišljanje o problemu
- Prepoznavanje da biti gej ili lezbijka ne iskljucuje druge životne opcije
- Naglašavanje razlika izmedju sebe i heteroseksualnih ljudi
- U potrazi je za gej i lezbijskom kulturom u kojoj pozitivan kontakt vodi ka pozitivnijem odnosu sa sobom dok negativan kontakt vodi ka devaluaciji kulture i zaustavlja napredak
- Pojedinac može isprobati vise različitih stereotipičnih uloga u okviru gej i lezbijske kulture

Sredstva napretka
- Podržavanje u istraživanju sopstvenog osećaja sramote nastalog kao derivat heteroseksizma kao i internalizovane homofobije
- Dobijanje podrške u nalaženju pozitivnih konekcija sa gej i lezbijskom zajednicom
- Važno je da pojedinac poznaje resurse zajednice

### Prihvatanje identiteta
Četvrta etapa se ogleda u prihvatanju sebe. „Biću u redu.” Pojedinac pridodaje pozitivne konotacije na svoj gej ili lezbijski identitet i od tolerisanja istog prelazi u stanje prihvatanja. Kontakt sa gej i lezbijskom kulturom se kontinualno pojačava. Zadatak je da se izbori sa unutrašnjom tenzijom nastalom usled prekidanja obavezujućeg odnosa prema društvenim normama kao i pokušaju da usaglasi privatnu i javnu sliku sebe.
Moguće reakcije
- Prihvatanje gej ili lezbijske samoidentifikacije
- Može da izdeli i kategorizuje svoj „gej život” na segmente
- Održava sve manje i manje kontakta sa heteroseksualnom zajednicom
- Pokušava da se uklopi i da „ne talasa” unutar gej i lezbijske zajednice
- Počinje sa selektivnim obelodanjivanjem seksualnog identiteta
- Vise socijalnih kaming auta
- Sve više osećaja ugodnosti kada biva viđen u grupi muškaraca i žena koji se identifikuju kao „gej”
- Realističniji pogled i procena socijalnih situacija

Sredstva napretka
- Наstavak istraživanja osećaja bola i žaljenja usled gubitka očekivanja heteroseksualnog načina života
- Nastavak istraživanja internalizovane homofobije (naučenog osecaja stida od strane heteroseksističkog društva)
- Nalaženje podrške prilikom donošenja odluka gde, kada, i kome da se autuje

### Ponos identitetom
U etapi ponosa identitetom dominantna je misao „Moram da dam do znanja ljudima ko sam!”. Pojedinac deli svet na heteroseksualce i homoseksualce. U velikoj meri je deo gej i lezbijske kulture dok u isto vreme svodi kontakt sa heteroseksualcima na minimum. Socijalno-politički ugao gledanja iskrivljen je posmatranjem kroz prizmu „mi” sa jedne strane i „oni” sa druge. Zadatak je izboriti se sa nerealističnim pogledom na heteroseksualce.
Moguće reakcije
- Deljenje sveta na „gej” (dobar) i „heteroseksualan” (loš)
- Osećanje kriza obeladonjivanja heteroseksualcima dok su oni sve manje voljni da tolerišu nerealističnu sliku o sebi
- Identifikovanje gej i lezbijske kulture kao jedinog izvora podrške, prikupljanje vise homoseksualnih prijatelja, poslovnih konekcija, socijalnih konekcija...

Sredstva napretka
- Pružanje podrške za istraživanje problema sa besom
- Nalaženje podrške u istraživanju problema uzrokovanih heteroseksizmom
- Razvijanje veština za savladavanje reakcija i odgovora prilikom obelodanjivanja seksualnog identiteta, kao i veština odupiranja zauzimanja defanzivnog stava

### Sinteza identiteta
Poslednja etapa u Kesinom modelu je sinteza identiteta: pojedinac integriše svoj seksualni identitet sa ostalim aspektima sebe, i seksualna orijentacija postaje samo jedan aspekt ličnosti za razliku od celokupnog identiteta osobe.
Zadatak je da se integriše gej i lezbijski identitet tako da on postane deo osobe a ne obrnuto.
Moguće reakcije
- Nastavlja da bude ljut na heteroseksizam, ali smanjenog intenziteta i dozvoljava da poverenje ka drugim ljudima raste i da se razvija
- Gej i lezbijski identitet je integrisan zajedno sa svim aspektima sebe
- Pojedinac se oseca prijatno da se kreće kroz razne zajednice bez definisanja prostora u skladu sa seksualnom orijentacijom

## Kritike modela
Džoan Kofman i Ketrin Džonson obrazlažu da na osnovu skorašnjijih istraživanja ovaj model postaje manje validan danas u odnosu na vreme kada je nastao zbog nekoliko razloga:
- Model ne uzima u obzir socio-kulturološke faktore koji uticu na razvoj identiteta
- Priroda socijalne stigme i načini uticaja na njih su se promeneili
- Linearna priroda modela sugeriše da svako ko odbaci model ili ne uspe da prođe kroz svaku od šest etapa ne bi mogao da bude smatran da ima zdrav odnos sa svojim seksualnim identitetom, što više ne mora da bude tačno